# BRP Rafael Pargas
Le BRP Rafael Pargas (PC-379) est le neuvième patrouilleur côtier de la classe Jose Andrada de la marine philippine. Il fait partie du deuxième lot de sa classe, commandé par l’intermédiaire des ventes militaires à l’étranger (FMS) des États-Unis en 1993, et a été mis en service par la marine philippine le 1er juin 1995,. Il a d’abord été désigné comme Fast Patrol Craft, et a été numéroté « DF-379 », mais plus tard, il a été redésigné comme une canonnière de patrouille, et a été renuméroté « PG-379 ». Une autre reclassification a été effectuée en avril 2016, qui l’a redésigné comme le patrouilleur côtier « PC-379 ».
Le navire porte le nom de Rafael Pargas, diplômé de l’Académie navale des États-Unis, qui est devenu le commandant en second de la force de guérilla de Donald Blackburn pendant la Seconde Guerre mondiale.

## Conception
Le navire a été construit selon les normes de la Garde côtière américaine avec une coque et une superstructure en aluminium. Il est propulsé par deux moteurs Diesel Detroit Diesel Corporation 16V-92TA d’une puissance combinée d’environ 2800 ch, entraînant deux hélices et donnant une vitesse maximale de 28 nœuds (52 km/h). L’autonomie maximale est de 1200 milles marins (2200 km) à 12 nœuds (22 km/h) ou de 600 milles marins (1100 km) à 24 nœuds (44 km/h).
Le navire était conçu à l’origine pour transporter un canon de 40 mm Mk.3, un mortier de 81 mm à l’arrière et quatre mitrailleuses de 12,7 × 99 mm OTAN (calibre .50),. Au lieu de cela, il est armé d’un chain gun M242 Bushmaster de 25 mm sur un affût Mk.38 Mod.0, de quatre mitrailleuses Browning M2HB de calibre 12,7 mm sur des affûts Mk.26, dont deux positionnées à l’avant et deux à l’arrière, et de deux mitrailleuses M60 de 7,62 × 51 mm OTAN (calibre .30), toutes deux montées au milieu du navire. Le navire peut transporter 4000 cartouches de 12,7 mm et 2000 cartouches de 7,62 mm. Une paire de grandes jumelles « Big Eyes » est également emportée sur des supports trépied, un sur le gaillard d'avant et un juste au-dessus du mât.
Faisant partie du deuxième lot (PG-379 à PG-395), il est équipé d’un chain gun M242 Bushmaster Mk.38 Mod.0 de 25 mm que le premier lot de navires ne transporte pas,,.
Il est équipé d’un radar de recherche et de navigation de surface Raytheon AN/SPS-64(V)11, mais avec une antenne plus petite que celles utilisées sur les plus grands navires de la marine philippine,. Comme tous les autres navires de la marine philippine, il a été équipé du système de suivi des navires de la marine philippine (VTS) par le Naval Sea Systems Command.
Un bateau pneumatique semi-rigide de 4 mètres, propulsé par un moteur hors-bord de 40 ch, est rangé au milieu du navire.

## Historique
Tard dans la nuit du 19 juin 2020, le BRP Rafael Pargas (PC-379) et le BRP Ismael Lomibao (PC-383), de l’unité opérationnelle navale 71.2 sous le contrôle opérationnel des forces navales de l’est de Mindanao (NFEM), ont mené une opération de sauvetage d’un navire en détresse qui a subi des problèmes de moteur en raison d’un arbre d'hélice cassé, à environ 13 milles marins à l’ouest du mont Mani-Ayao, au Surigao del Norte. Après en avoir reçu la directive, les PC-379 et PC-383 ont quitté le quai Eva Macapagal, dans la ville de Surigao, et se sont rendus dans la zone pour le sauvetage du navire en détresse, le M/V JJBA Sea Breeze 7, qui avait six membres d’équipage à bord et transportait plus ou moins 6000 caisses de bière vides. Ils ont trouvé le navire à environ 22,7 milles marins à l’ouest de Cantapoy, Surigao del Norte, et l’ont ensuite remorqué jusqu’à Balingoan, Misamis oriental.
Le 5 novembre 2021, le BRP Rafael Pargas a participé à l’exercice maritime inter-agences 2021-02 à Barangay Punta Bilar, dans la ville de Surigao, à Surigao del Norte. Cet exercice visait à renforcer la synergie et à tester l’interopérabilité des agences maritimes participantes dans la conduite des opérations de sécurité maritime. Il a été mené par les forces navales de l’est de Mindanao (NFEM) et la Force opérationnelle interarmées (FOI) Seahawk, en collaboration avec le district de la Garde côtière du nord-est de Mindanao, l’unité maritime régionale XIII du groupe maritime de la PNP (PNP MG RMU XIII), le Bureau des pêches et des ressources aquatiques XIII (BFAR XIII), le Bureau provincial de gestion de la réduction des risques de catastrophe (PDRRMO) et le Conseil provincial de protection et d’ordre (PPOC). Les unités participantes comprenaient les patrouilleurs multi-missions 3030 et 3032 du BFAR XIII, les embarcations tactiques 04 et 37 du PNP MG RMU XIII, le patrouilleur 151 et le BRP Tubbataha (MRRV4401) de la Garde côtière philippine, l’équipe SEAL de la marine philippine (NAVSOU 7) à bord d’un bateau pneumatique semi-rigide (RHIB), les BRP Hilario Ruiz (PC-378), BRP Rafael Pargas (PC-379), BRP Gregorio Velasquez (AGR 702), BRP Andres Bonifacio (PS-17) et NV394 de la marine philippine.
Fin décembre 2021, le BRP Rafael Pargas a fait partie de la flottille de 19 navires que la marine philippine a déployé pour les opérations de secours dans les zones gravement dévastées par le typhon Odette. Axée sur l’aide humanitaire, cette flottille de secours se composait de sept navires de transport pour le transport de matériel de secours et des personnes bloquées localement, de deux navires de patrouille pour le commandement et le contrôle, et de huit autres embarcations pour le soutien général. Même le yacht présidentiel, le BRP Ang Pangulo (AT-25), a été reconverti en navire-hôpital. Les BRP Tarlac (LD-601), BRP Bacolod City (LC-550), BRP Antonio Luna (FF-151), BRP Andres Bonifacio (PS-17), BRP Iwak (LC-289), BRP Agta (LC-290) et BRP Ivatan (AT-298) ont été déployés pour renforcer les efforts d’aide humanitaire et de réponse aux catastrophes en cours à Cebu, Palawan et dans le nord de Mindanao, en particulier dans les îles Dinagat, Surigao et Siargao. Le BRP Tausug (AT-295), le BRP Enrique Jurado (PC-371), le BRP Abraham Campo (PC-396) et l’ACS-700 étaient déjà à Cebu. Le BRP Gregorio Velasquez (AGR-702), le BRP Hilario Ruiz (PC-378) et le BRP Rafael Pargas étaient déjà dans le nord de Mindanao et avaient déjà effectué plusieurs missions de secours. Ces navires ont été rejoints par les BRP Mangyan (AS-71), BRP Jose Andrada (PC-370), BRP Carlos Albert (PC-375) et BRP Dioscoro Papa (PC-381) déjà prépositionnés à Palawan,,